# Dominikanerkloster (Worms)

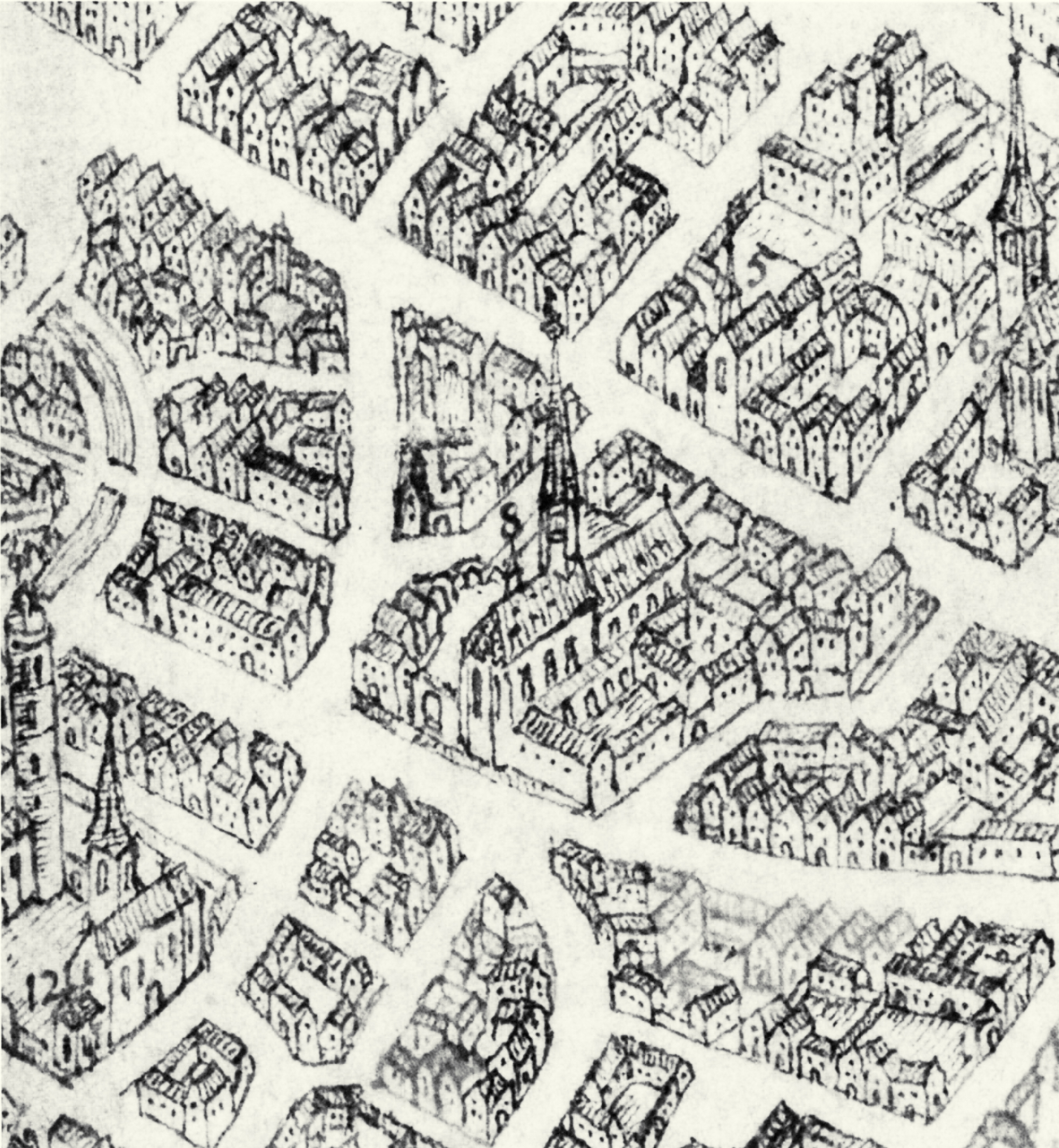
Kloster auf dem Vogelschauplan von Peter Hamman (vor 1689), Blick von Osten

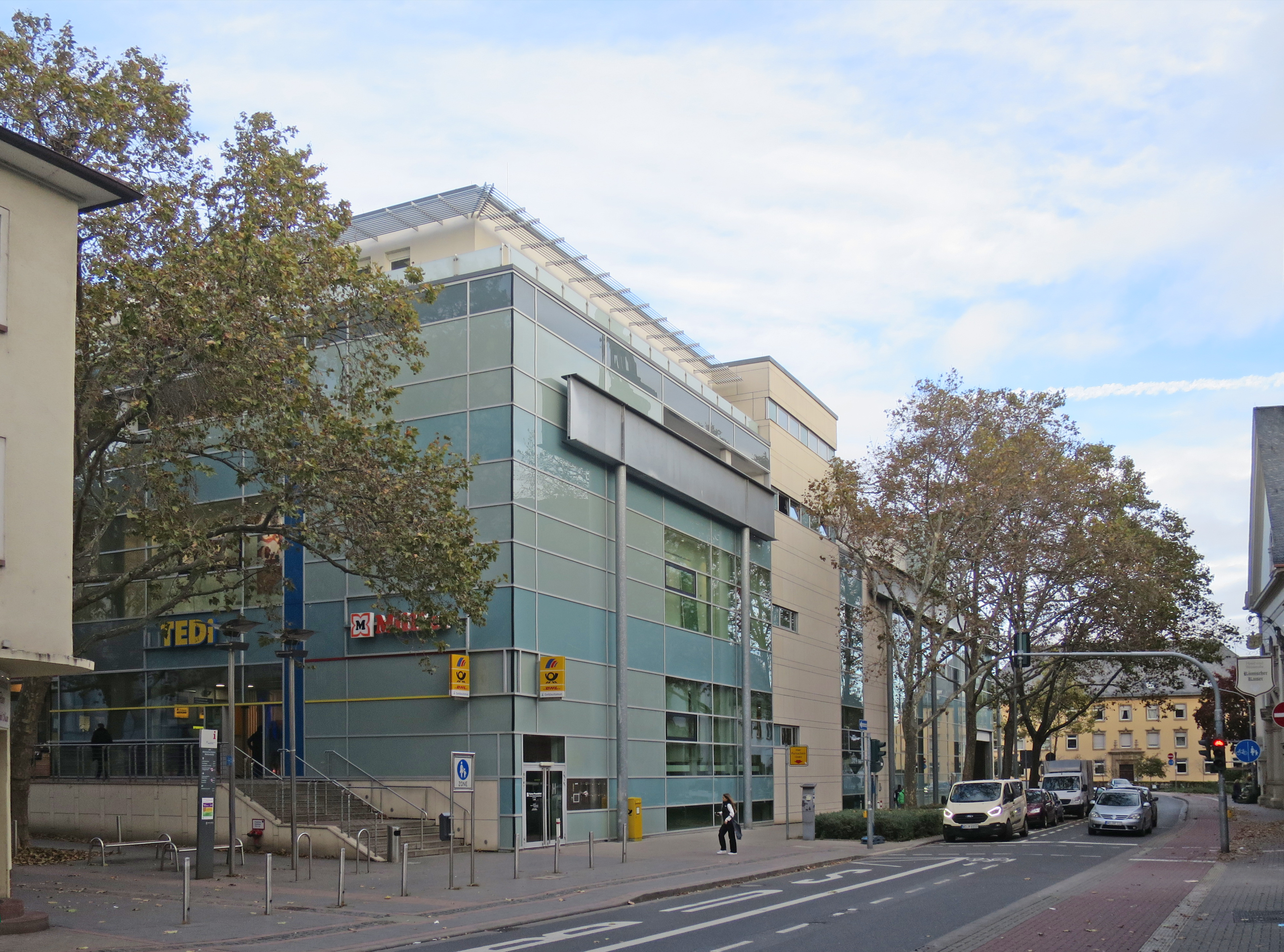
Römerstraße, Blick von Süden: Heute steht hier die Ladengalerie Kaiserpassage. Der Chor der Dominikanerkirche befand sich etwa im Bereich der rechten Baumgruppe

Das Dominikanerkloster in Worms bestand von 1226 bis 1802.

## Geografische Lage
Die Gründung des Klosters erfolgte „in der Sattlergasse“ – die Lage der Gasse ist heute nicht mehr bekannt –, wo die Dominikaner von einem Ritter Werner einen Hof kauften. Nach 1233 wurde die Klosteranlage in dem Bereich, der von „Korngasse“, „Römerstraße“, „Am Römischen Kaiser“ und „Spiegelgasse“ umgrenzt wird, neu errichtet. Die Kirche war mit dem Chor nach Südosten ausgerichtet, der an der Römerstraße stand. Die Klausur befand sich nördlich davon, südlich lag der – nicht sehr große – „Dominikanerplatz“.

## Geschichte

### Konfliktreiche Gründung

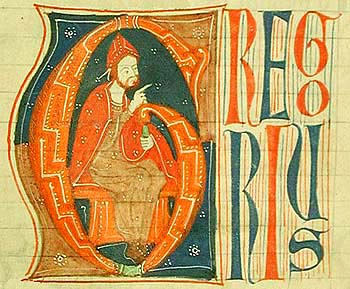
Namhafter Sponsor: Gregor IX. (Manuskript aus der Zeit um 1270)

Nach einer frühneuzeitlichen Chronik gründeten Dominikaner 1226 ein Kloster in Worms. Woher sie kamen, ist nicht bekannt. Nach dem Kauf des Geländes in der Sattlergasse begannen sie sofort, noch 1226, eine Kirche und eine Klausur zu bauen. Da die Neuankömmlinge zur antistaufischen, päpstlichen Partei gehörten, der Bischof, Heinrich II., aber das Königshaus unterstützte, und da die Dominikaner in manchen Bereichen eine wirtschaftliche und gesellschaftliche Konkurrenz zum örtlichen, weltlichen Klerus darstellten, lehnten beide die Niederlassung der Dominikaner in Worms ab. Dies eskalierte, als sich der hochadelige Dominikaner Eberhard von Leiningen – ein Neffe des Bischofs [!] – auf dem Friedhof der Dominikaner beisetzen ließ. Heinrich II. ließ die Leiche exhumieren und auf den Domfriedhof überführen. Außerdem ließ er die Handwerker von der Klosterbaustelle vertreiben. Der Papst wies den Bischof am 3. September 1229 allerdings an, die Dominikaner in Ruhe wirken zu lassen, und bestellte Schlichter. Neben der Rückgabe der sterblichen Überreste des Eberhard von Leiningen war Teil der Vergleichsverhandlungen, die sich über das ganze Jahr 1231 hinzogen, dass der Bischof die am südlichen Stadtrand gelegene, Stiftskirche St. Andreas aus dem Stift herauslösen und die Kirche zusammen mit dem Bergkloster an die Dominikaner übertragen sollte, die Dominikaner dem Bischof im Gegenzug ihre Liegenschaften in der Stadt überlassen sollten. Das scheiterte aber, weil die Stiftsherren von St. Andreas nicht bereit waren, auf die Kirche zu verzichten. So dauerte es bis in den Sommer 1232, bevor ein neuer Kompromiss ausgehandelt war, der dann 1233 von Papst und Bischof bestätigt wurde: Die Dominikaner versprachen dem Bischof Gehorsam und die ihm zustehenden Grundabgaben zu leisten. Dafür durften sie in der Innenstadt Grundstücke für den Bau ihrer Kirche und eines Klosters kaufen. Sie wählten das Areal, das von Korngasse, Römerstraße und Spiegelgasse begrenzt wurde. Papst Gregor IX. stellte dafür 100 Mark Silber zur Verfügung, das durch Ersatzzahlungen gelobter, aber verhinderter Kreuzfahrten und Pilgerreisen ins Heilige Land aus der Diözese Speyer aufgebracht werden sollte. Über die Nachnutzung des baulich sicher noch nicht fertiggestellten ersten Klosters ist nichts bekannt.

### Ausbau
Aus der Anfangszeit sind Namen von Konventualen – abgesehen von dem erwähnten Eberhard von Leiningen – nicht bekannt. 1239 fand erstmals ein Provinzialkapitel der Dominikaner in Worms statt. Eine Weihe der Altäre in der neuen Predigerkirche nahm Bischof Richard von Daun (1247–1257) nach 1252 vor – die Situation zwischen Bischof und Orden hatte sich entspannt, weil Richard von Daun päpstlich gesinnt war und Verbündete gegen Domherren und Stadtrat brauchte, die beide auf staufischer Seite standen. Das Kloster nahm einen guten Aufschwung und wurde auch weiter mit Privilegien und politisch durch die Päpste unterstützt. 1313 weihte der Weihbischof Wolfram von Fleckenstein – selbst Dominikaner – einen vergrößerten Chor der Dominikanerkirche. 1319 konnten Nachbargrundstücke angekauft und das Kloster erweitert werden.
Aktiv waren die Dominikaner in der geistlichen Betreuung der in der Stadt zahlreichen Beginen-Konvente.
Am Ende des 14. Jahrhunderts erreichte der Kampf zwischen Bischof und Geistlichkeit auf der einen Seite und dem Rat der Stadt einen Höhepunkt. Die Dominikaner (ebenso wie die Franziskaner) standen der Bürgerschaft nahe, spielten eine große Rolle in deren religiösem Leben und schlugen sich auf deren Seite. Sie schlossen einen Schutz- und Freundschaftsvertrag mit der Stadt, erhielten gegen ein „Schirmgeld“ in der eher symbolischen Höhe von 2 Gulden im Jahr 1385 das Wormser Bürgerrecht und übernahmen Gebetsgedenken für Ratsmitglieder und deren Vorfahren.
Anfang des 15. Jahrhunderts geriet das Kloster nach einem Brand und wohl auch dem Ausfall von Einkünften in eine wirtschaftliche Schräglage. Kurfürst Ludwig III. von der Pfalz half in dieser Situation mit 200 Gulden aus und das Kloster verpflichtete sich im Gegenzug zu Reformen. Diese schienen auch dringend angebracht, denn die Dominikaner kamen ihren seelsorgerischen Verpflichtungen nur noch ungenügend nach: Über viele Jahre erstreckten sich Auseinandersetzungen mit dem Dominikanerinnenkloster in Hochheim wegen nicht gelesener Messen. Die Lage besserte sich erst, als sich im Wormser Kloster ab 1447 im zweiten Anlauf die Observanz unter Führung Baseler Brüder durchsetzte, die anschließend auch drei aufeinander folgende Prioren stellten. Das Wormser Kloster war anschließend an weiteren Reformen selbst aktiv beteiligt, so erfolgreich in Frankfurt, gescheitert letztendlich in Weißenburg. Ende des 15. Jahrhunderts sind 24 Brüder verzeichnet. Beim Reichstag von 1495 diente das Kloster als Herberge für den Erzbischof von Mainz, Berthold von Henneberg, Markgraf Friedrich von Brandenburg, Herzog Friedrich III. und Graf Eberhard I. 1521 wurden in der Dominikanerkirche zwei Bischöfe aus Mailand, einer aus Almería und ein spanischer Grande beigesetzt, die zum Reichstag von Worms 1521 angereist und hier verstorben waren. Die Wende vom 15. zum 16. Jahrhundert stellte jedenfalls einen Höhepunkt in der Entwicklung des Klosters dar.

### Reformation und folgende Zeit

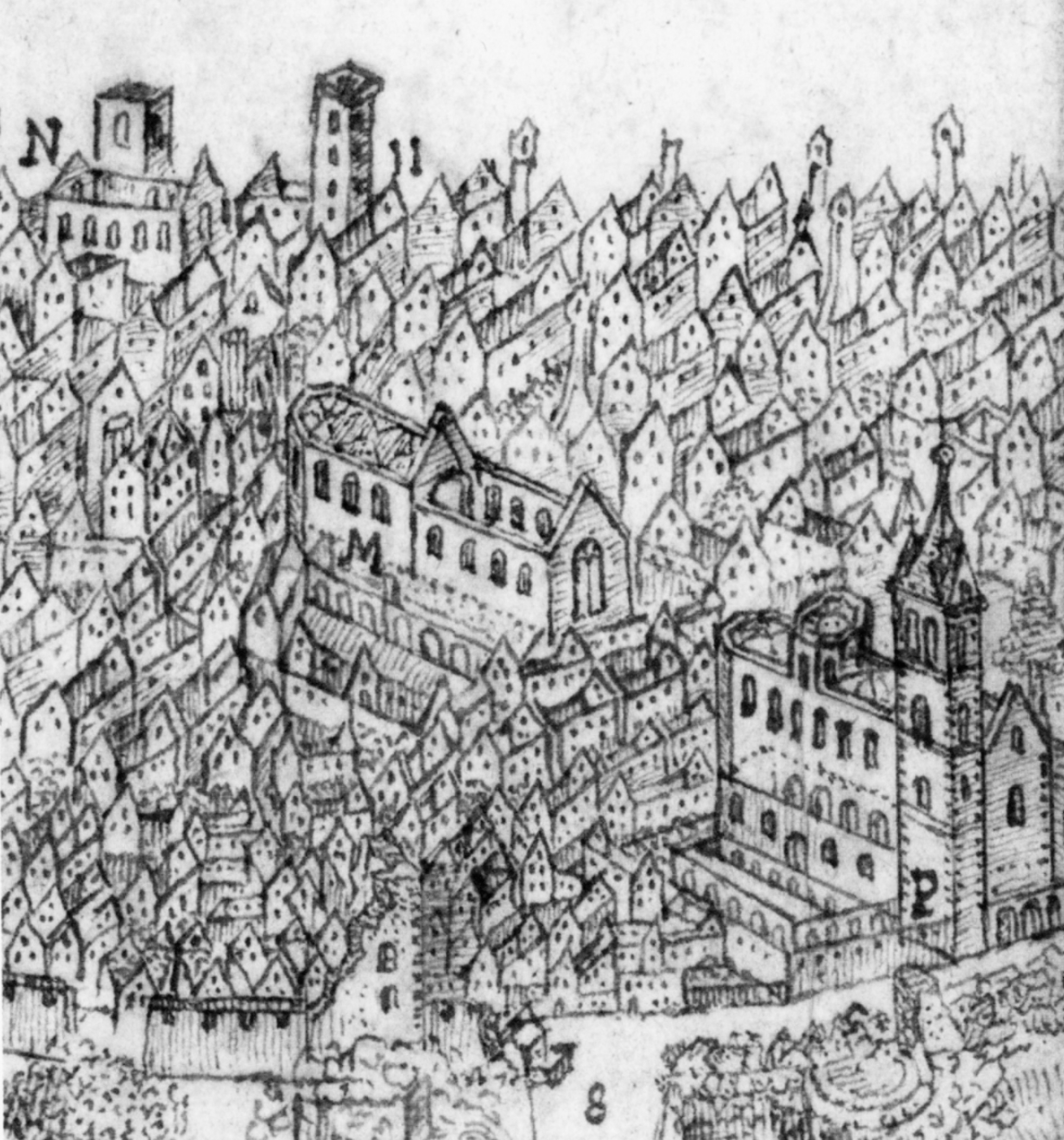
Kloster nach der Zerstörung 1689 (Vogelschauplan von Peter Hamman). Deutlich zu erkennen ist der gegenüber dem Langhaus erhöhte Chor. Die Zahl der Fensterachsen ist aus Platzgründen zu gering dargestellt.

Zu Beginn des 16. Jahrhunderts geriet der städtischen Interessen zuneigende Konvent wieder in einen schweren Konflikt mit dem Bischof, was Teil einer umfassenderen Auseinandersetzung zwischen Stadt und Bischof war. In der Reformation wurde die Stadt – vor allem deren politische Führungsschicht – lutherisch. Der Konvent verlor in großem Umfang Mitglieder. 1525 waren es noch 14 Brüder, davon zwei Laien. Auch wurde das „Hauptgeschäft“ eines römisch-katholischen Bettelordens, das „Terminieren“ (Spenden sammeln), in einer nun überwiegend lutherischen Stadt weitgehend unmöglich. Der Bauernkrieg, der im Umfeld von Worms umfangreiche Auswirkungen hatte, bedeutete weitere große wirtschaftliche Verluste für das Kloster. In der nun größtenteils lutherischen Stadt blieben aber alle vier Pfarrkirchen in römisch-katholischer Hand. Die Dominikaner mussten ab 1526 ihr Kirchenschiff für lutherische Gottesdienste öffnen – ihnen verblieb nur der Chorbereich. Bis 1689 blieb dieses Simultaneum erhalten und die Dominikanerkirche war die Hauptkirche der Lutheraner in der Stadt. Seit dem Ende des 16. Jahrhunderts wirkten die Dominikaner in den vier städtischen Pfarreien in der Seelsorge mit.
Im Dreißigjährigen Krieg blieb Worms zwar unzerstört, blutete aber aufgrund zahlreicher Einquartierungen wechselnder Kriegsparteien und der Zerstörung im Umland wirtschaftlich aus. Das traf auch die Dominikaner, deren Hoffnungen auf Restitution verlorener Rechte in den Phasen römisch-katholischer Besatzung sich letztendlich nicht erfüllten. Am Ende des Krieges, 1644, gehörten noch sechs Mönche dem Konvent an. Nach dem Krieg setzte allerdings eine wirtschaftliche Erholung ein.
Eine komplette Zerstörung des Klosters erfolgte 1689 im Pfälzischen Erbfolgekrieg durch Truppen König Ludwig XIV. Der Schaden wurde auf 38.000 Gulden geschätzt. Von den Gebäuden blieben nur die Außenmauern stehen. Noch 1713 suchte der Konvent nach Mitteln, um den Wiederaufbau durchführen zu können. 1718 konnte der Chor wieder geweiht werden. Auf den Aufbau des Langhauses der Kirche wurde verzichtet, weil eine Nutzung durch die Lutheraner nach Errichtung der Dreifaltigkeitskirche (1709–1725) nicht mehr erforderlich war. Es blieb Ruine. Das Verhältnis zur lutherischen städtischen Obrigkeit blieb das ganze 18. Jahrhundert lang gespannt.

### Ende und Nachnutzung
1755 und 1762 wurden nur noch vier Mitglieder des Konvents verzeichnet, 1767 waren es allerdings wieder 18. Erzbischof Friedrich Karl Joseph von Erthal, in Personalunion zugleich Bischof von Worms, erwog 1789 das Kloster aufzuheben und in einen Alterssitz für Kleriker im Ruhestand umzuwandeln. Allerdings wandten sich 36 römisch-katholische Wormser Bürger gegen das Vorhaben. Es unterblieb.
Im Ersten Koalitionskrieg wurde im Kloster eine Feldbäckerei der Preußischen Armee eingerichtet. Noch 1794 wurde es seitens des Dominikanerordens als aktives Kloster geführt, obwohl ein Teil der Brüder bereits 1793 ins Rechtsrheinische geflohen war. 1797 fiel die Stadt an Frankreich, das die linksrheinischen Gebiete annektierte. Die letzten Dominikaner verließen zu diesem Zeitpunkt das Kloster. Die formelle Auflösung erfolgte im Sommer 1802. Zwischen 1803 und 1805 wurden die Klosteranlage und der Besitz des Klosters versteigert und dabei nahezu 9000 Gulden erzielt. Zunächst gab es säkulare Nachnutzungen, dann wurden die Gebäude sukzessive abgerissen und das Areal anderweitig überbaut. Schon Ende des 19. Jahrhunderts war baulich vom Kloster vor Ort nichts mehr erhalten.
Drei Altäre kamen im Zuge der Säkularisation in die Kirchen von Forst (ehemaliger Hochaltar), Grethen, später Freinsheim und Weilerbach, gingen aber zwischenzeitlich teilweise ebenfalls verloren, das Grabmal des Wormser Weihbischofs Franz Xaver Freiherr von Scheben zu Cronfeld († 1779) wurde in die Wormser Martinskirche transloziert.

## Organisation
Das Dominikanerkloster Worms gehörte zur 1221 gegründeten Ordensprovinz Teutonia, ab 1644 zum Vicariatus Franconiae. Der Konvent wurde von einem Prior geleitet. Dieser – ebenso wie der Subprior und der Lektor – wurden vom Provinzkapitel eingesetzt. Die Niederlassung der Dominikaner war eine der bedeutendsten in der Ordensprovinz. Zwischen 1239 und 1590 fanden hier 14 Provinzkapitel statt.
Das Dominikanerkloster gehörte zum Bistum Worms und dem Archidiakonat des Dompropstes. Der Bischof übte ursprünglich auch die Vogteirechte aus. Mit dessen ab dem 13. Jahrhundert drastisch schwindenden Einfluss in der Stadt und der zunehmenden Integration der Bettelorden in die Stadt – Höhepunkt war 1385 die Verleihung des Bürgerrechts an die Dominikaner – gingen auch die Vogteirechte an den Rat der Stadt über.
Das Kloster besaß eine Reihe auswärtiger Klostergüter und Einkünfte, die im weiteren Umkreis von Worms, fast ausschließlich auf dem linken Rheinufer lagen. Sie verteilten sich in einem Gebiet, das im Norden bis Oppenheim und Bosenheim (Bad Kreuznach), im Süden bis Studernheim reichte. Einzig ein Zins aus Frankfurt am Main fällt aus diesem geografischen Rahmen.

## Bauten und Einrichtungen

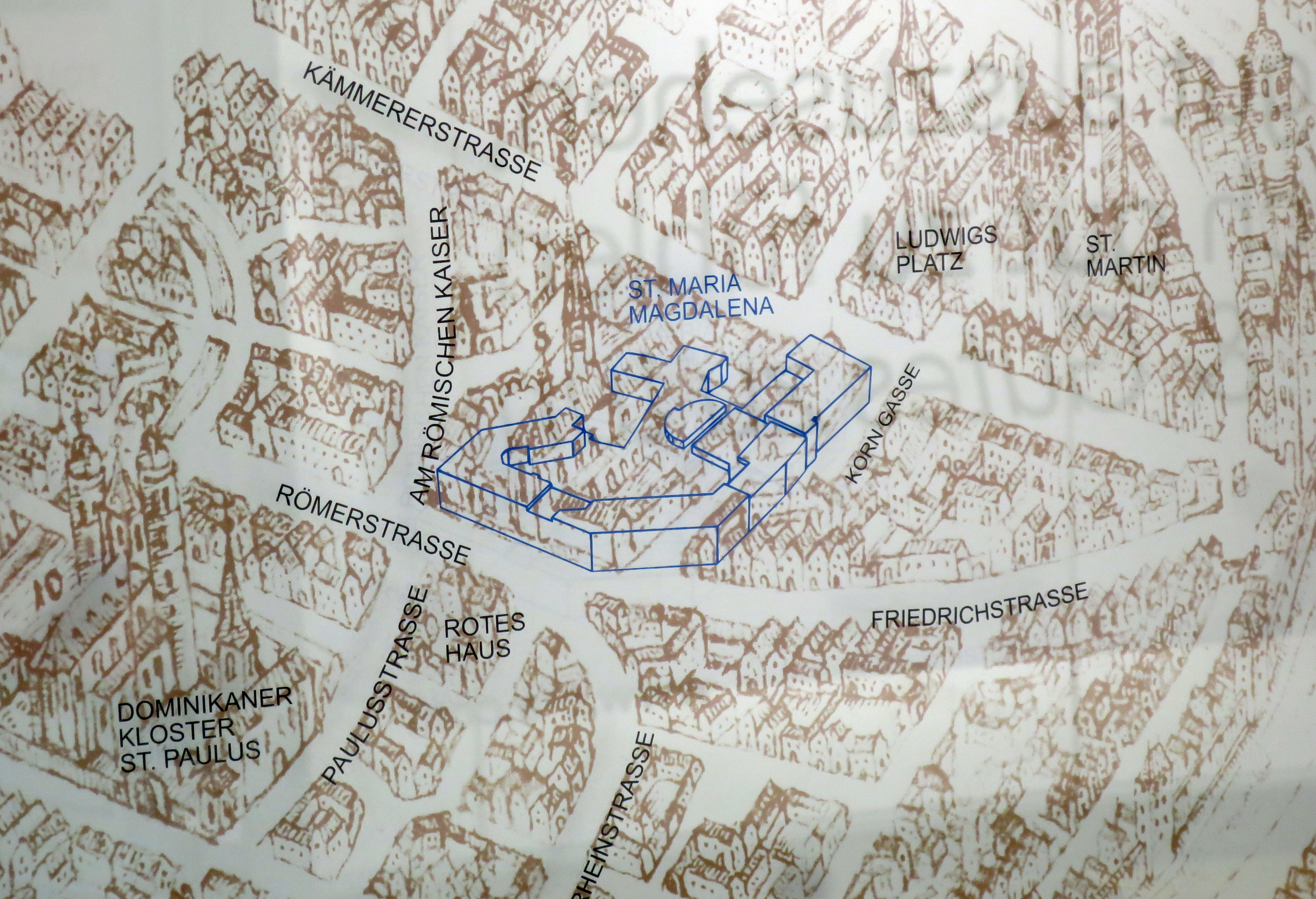
Schautafel in der Kaiserpassage. Sie zeigt die Lage der Passage projiziert auf eine Zeichnung der frühneuzeitlichen Bebauung von Peter Hamman

Alles Wissen zu den Gebäuden des Klosters beruht auf Angaben aus der Zeit nach der Zerstörung von 1689. Da der Untergrund der Fläche zwei Geschosse tief heute von dem Parkhaus der Ladengallerie „Kaiserpassage“ eingenommen wird, sind auch archäologische Spuren weitgehend beseitigt.

### Kirche

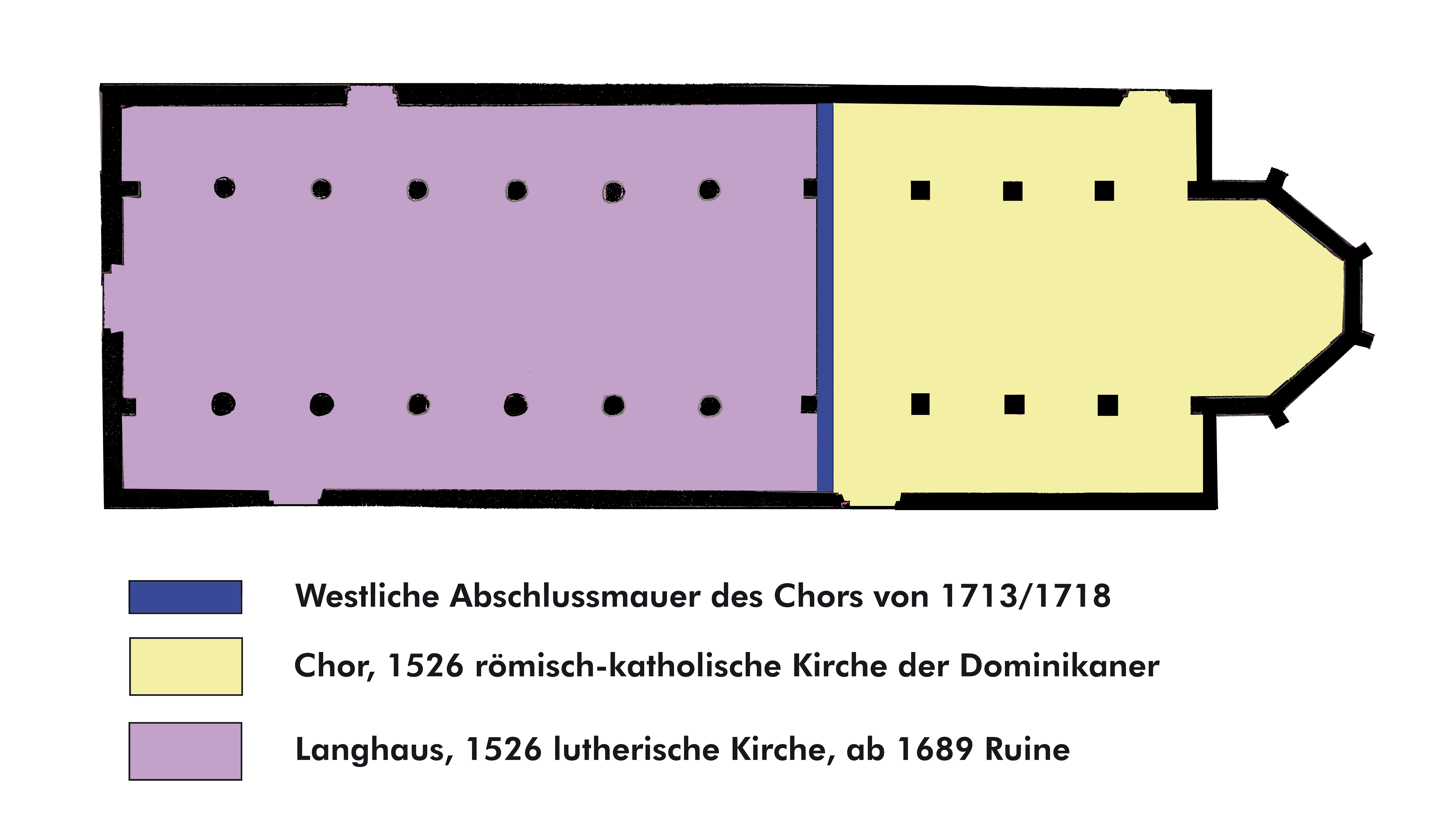
Grundriss der Kirche

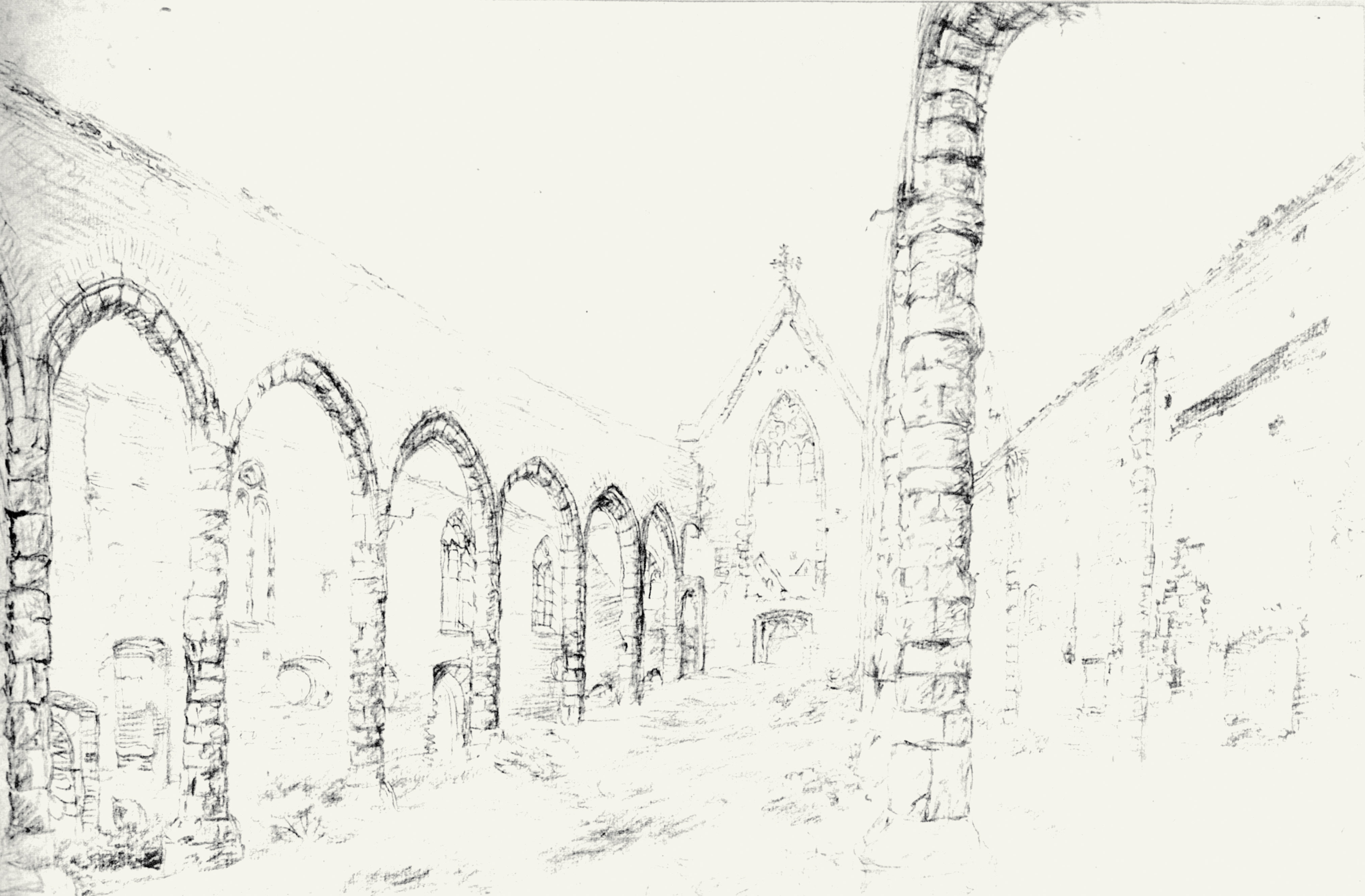
Ruine des Langhauses um 1790

Der Bau der zweiten Kirche wurde direkt nach Übernahme des neuen Standorts in der Korngasse 1233 begonnen. Sie wurde in der zweiten Hälfte des 13. Jahrhunderts fertiggestellt. Nach einer späteren Quelle weihte 1255 Bischof Richard von Daun Altäre der Kirche.
1313 weihte der Weihbischof Wolfram von Fleckenstein, selbst Dominikaner, einen neuen, vergrößerten gotischen Langchor, der mit einem Fünfachtelschluss endete und an die Dominikanerkirche angebaut worden war. 1325 beschädigte ein heftiger Sturm die Kirche, die aber drei Jahre später wieder hergestellt war. 1364/65 wurde das Kirchenschiff (wieder?) geweiht. Patrozinien der Dominikanerkirche waren die heilige Maria Magdalena, ab 1313 die Heilige Dreifaltigkeit, die heilige Maria, der Apostel Jakobus der Ältere, der heilige Nikolaus und der heilige Dominikus. Als im Kloster aufbewahrte Reliquie werden der Schädel und andere Knochen des Heiligen und Märtyrers Eustachius – einer der vierzehn Nothelfer – genannt. 1365 weihte Bischof Johann Schadland, ebenfalls ein Dominikaner, das neue Langhaus. Die Kirche hatte neben dem Hochaltar sechs weitere Altäre, Chor und Langhaus waren durch einen Lettner getrennt. Das Langhaus maß 41 × 23 m und die Kirche hatte damit in etwa die Größe der heute noch erhaltenen, ebenfalls gotischen Liebfrauenkirche in Worms. Der Langchor besaß 13 dreibahnige Fenster, die etwa 12,5 m hoch waren, während die ebenfalls dreibahnigen Fenster im Schiff nur die Halbe Höhe erreichten. Die Westseite schloss ein fünfbahniges Fenster, das eine Höhe von 18,5 m aufwies. Die drei Schiffe des Langhauses waren durch sieben Rundpfeilerpaare voneinander getrennt. Das Langhaus trug ursprünglich – wie bei Dominikanerkirchen üblich – statt eines Kirchturms einen gezimmerten Dachreiter. 1569 war ein dann Kirchturm im Bau – und zwar in Regie der Dominikaner, nicht etwa der lutherischen Gemeinde. Die lutherische Gemeinde baute nach und nach insgesamt drei Emporen ein. 1616 wurde die damals weiter simultan genutzte Kirche renoviert, erhielt eine neue Orgel und der Kirchturm scheint zu diesem Zeitpunkt fertiggestellt zu sein.
Nach der Zerstörung des Klosters 1689 im Pfälzischen Erbfolgekrieg dauerte es bis 1718, bevor das Mittelschiff des Chors und dessen nördliches Seitenschiff, das zugleich die Wand zur Klausur bildete, mit drei Altären wieder geweiht werden konnte. Auf den Wiederaufbau des Langhauses der Kirche wurde verzichtet. Es blieb Ruine, gegenüber dem Chor mit einer Wand abgeschlossen. Dieser Wiederaufbau des Chores erwies sich als wenig stabil, weil durch das bis auf die Fundamente zerstörte südliche Seitenschiff dem Gewölbe des Chors das Widerlager fehlte. 1754 galt er als einsturzgefährdet. 1759 begannen die Dominikaner, das südliche Seitenschiff im Chorbereich wieder aufzubauen, was aber wohl unvollendet blieb. Aus dieser Zeit stammen auch die ältesten erhaltenen Pläne zu der Anlage.

### Klausur

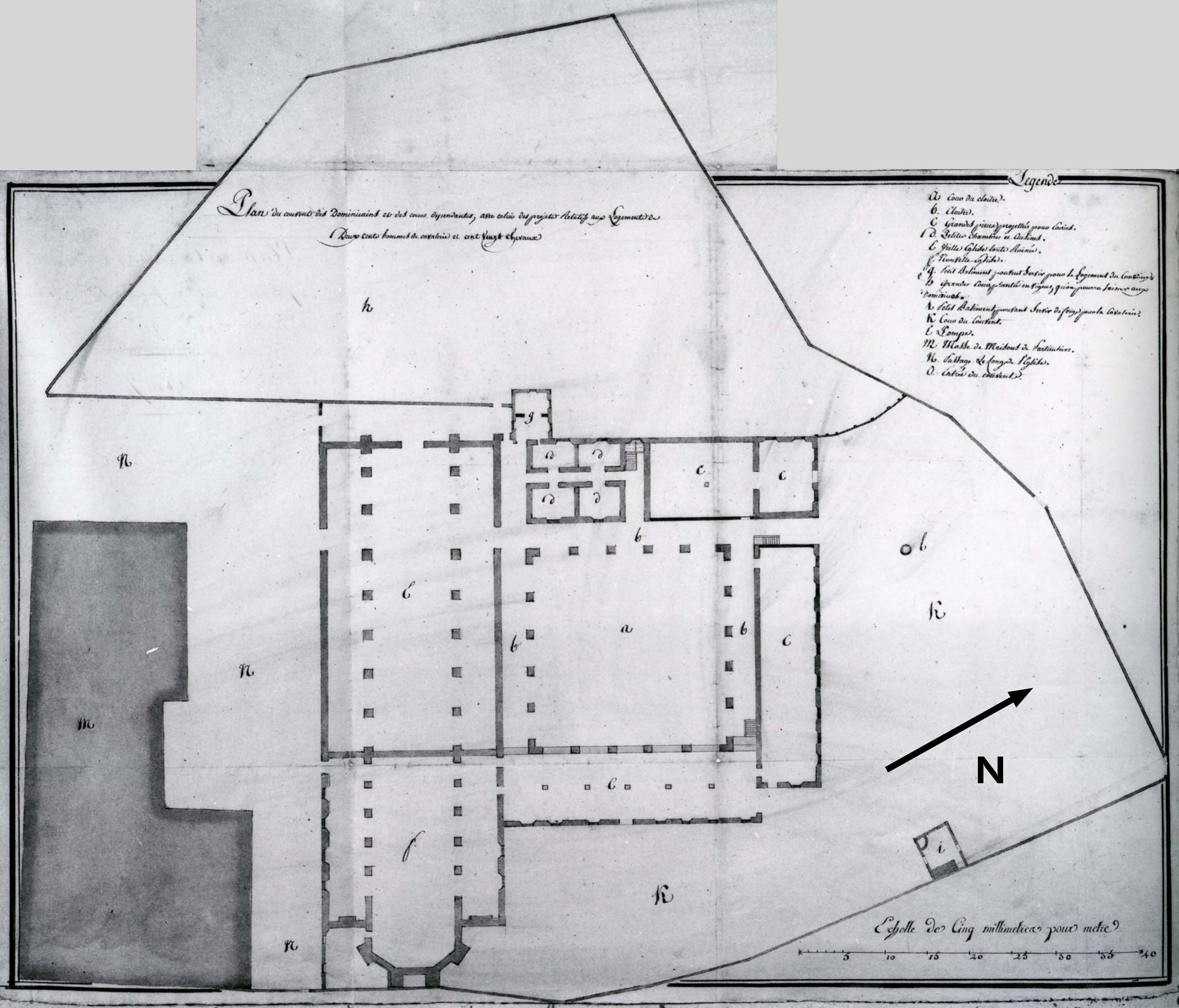
Klosteranlage 1805

Das Kloster lag in einem von einer Mauer umgebenen Gelände in der Innenstadt von Worms. Das Klausurgebäude umfasste ein nahezu quadratisches Geviert mit Seitenlängen von je 31 m um einen Kreuzgang. Der südliche Kreuzgangflügel schloss an die Kirche an, der westliche Kreuzgangflügel war in das Hauptgebäude der Klosteranlage integriert. Auch die Klausur wurde 1689 zerstört.
Es gab eine Bibliothek, die aber ebenfalls 1689 unterging. Einige wenige Stücke befinden sich heute in der Stadtbibliothek Mainz.

### Schule
Von Anfang an unterhielt das Kloster eine Schule, die das Grundstudium, das studium artium, ermöglichte. Befähigte Studenten konnten von dort an Universitäten wechseln. So studierte 1390 ein Wormser Dominikaner an der Universität Bologna.

### Friedhof
Der Konvent besaß einen eigenen Friedhof. Auch Bestattungen in der Klausur und der Klosterkirche waren möglich. Besonders ab dem 15. Jahrhundert bis zur Reformation war die Bestattung im Kloster bei Patriziern und Niederadel beliebt.

### Weitere Gebäude
Die mittelalterliche Anlage wies – das alles ist nur urkundlich überliefert – darüber hinaus noch ein Haus für den Prior, ein großes Pfortenhaus, eine Brauerei, einen Stall für Pferde der Gäste und einen Schweinestall auf. All diese Gebäude gingen spätestens mit der Stadtzerstörung 1689 unter und ihre Positionen innerhalb der Anlage sind unbekannt.

## Wissenswert
1929 erfolgte die Neugründung des Dominikanerklosters St. Paulus in Worms. Es nutzte die Kirche und angrenzende Gebäude des ehemaligen St.-Paulus-Stifts.